# Червонодзьоба чернь
Червонодзьоба чернь (Netta) — рід водних птахів родини качкових (Anatidae). Включає три види.

## Поширення
Рід включає види, що зустрічаються в Південній Америці, Євразії та Африці.

## Види
- Чернь червонодзьоба (Netta rufina)
- Чернь червоноока (Netta erythrophthalma)
- Чернь аргентинська (Netta peposaca)